# سيرجيو دي لوكا
سيرجيو دي لوكا (8 سبتمبر 1982 في كندا - ) هو لاعب كرة قدم كندي في مركز الوسط. لعب مع نادي هيرفورد وToronto Lynx ‏ وFK Arendal ‏ وSC Toronto ‏ وBrampton City United FC ‏ وHamilton Thunder ‏ وTorgelower FC Greif ‏ ونادي بيتش ‏ وNorth York Astros ‏.

## وصلات خارجية
- سيرجيو دي لوكا على موقع قاعدة بيانات كرة القدم.إي يو (الإنجليزية)